# Cantón de Lalbenque
El cantón de Lalbenque fue una división administrativa francesa, que estaba situada en el departamento de Lot y la región de Mediodía-Pirineos.

## Composición
El cantón estaba formado por trece comunas:
- Aujols
- Bach
- Belfort-du-Quercy
- Belmont-Sainte-Foi
- Cieurac
- Cremps
- Escamps
- Flaujac-Poujols
- Fontanes
- Laburgade
- Lalbenque
- Montdoumerc
- Vaylats

## Supresión del cantón de Lalbenque
En aplicación del Decreto n.º 2014-154 del 13 de febrero de 2014, el cantón de Lalbenque fue suprimido el 22 de marzo de 2015 y sus 13 comunas fueron redistribuidas de la siguiente manera: once al nuevo cantón de Marcas del Sur-Quercy y dos al nuevo cantón de Cahors-3.